# Raisonnement déductif
Pour les articles homonymes, voir déduction.
En logique, la déduction est une inférence  menant d'une affirmation générale à une conclusion particulière.

## Définition
La déduction est une opération par laquelle on établit au moyen de prémisses une conclusion qui en est la conséquence nécessaire, en vertu de règles d'inférence logiques.  Ces règles sont notamment l'objet des Premiers Analytiques d'Aristote.
On l'oppose généralement à l'induction, qui consiste au contraire à extraire d'un nombre fini de propositions données par l'observation, une conclusion ou un petit nombre de conclusions plus générales.

## Exemples
- Le syllogisme suivant est correct :

Tous les hommes sont mortels.
Or tous les Athéniens sont des hommes.
Donc tous les Athéniens sont mortels.
- Le syllogisme suivant est incorrect :

Tous les criminels sont contre le gouvernement.
Or tous les membres de l'opposition sont contre le gouvernement.
Donc tous les membres de l'opposition sont des criminels.
Ce dernier raisonnement est incorrect, car les hypothèses ne parviennent pas à relier l'appartenance au parti de l'opposition et le fait d'être un criminel. Il s'agit d'une sorte de sophisme amené par un argument fallacieux : il confond « certains contre le gouvernement » (les membres de l'opposition, les criminels), et conclut sur une égalité entre tous ces individus particuliers sous prétexte qu'ils appartiennent à la même catégorie. Seulement, s'il est possible d'être à la fois membre de l'opposition et criminel, on ne peut en déduire que l'un implique nécessairement l'autre ; c'est ce que l'on appelle le sophisme du milieu non distribué (fallacy of the undistributed middle). Dans ce genre de cas, les deux prémisses peuvent être vraies sans que la conclusion soit correcte, car la forme logique est incorrecte. D’autres théories logiques[Lesquelles ?] définissent le raisonnement déductif comme une inférence dont la conclusion est aussi certaine que les prémisses, tandis que dans un raisonnement inductif la conclusion peut être moins certaine que les prémisses. Dans les deux approches, la conclusion d'une inférence déductive découle des prémisses ; celles-ci ne peuvent être vraies si la conclusion est fausse. (En logique aristotélicienne[Où ?], les prémisses d'un raisonnement inductif peuvent entretenir le même lien avec la conclusion.)

## Raisonnement déductif dans la vie quotidienne
Le chercheur en science humaine Daniel Kahneman a montré dans ses travaux résumés dans son livre Système 1 / Système 2 : Les deux vitesses de la pensée les limites de l’utilisation du raisonnement déductif dans la vie de tous les jours.
Quant à Luc Ferry, à la suite de la remise du rapport du mathématicien et député LREM Cédric Villani sur l'enseignement des mathématiques dans l'enseignement primaire et secondaire en France, le philosophe et ancien ministre de l'éducation a réagi en déclarant, le 15 février 2018 sur LCI, qu'il n'a jamais utilisé les mathématiques, et que, dans la vie quotidienne, on n'utilise jamais de raisonnement mathématique. 
Invité à réagir le lendemain sur le même plateau, Cédric Villani reconnaît : « le raisonnement déductif sert plutôt peu ou alors de manière intangible, inconsciente » dans la vie de tous les jours. Pour autant, selon lui, l'expérimentation qui prévaut dans les maths constitue en soi une approche de l'apprentissage : « Ce n'est pas le résultat mathématique qui sert dans la vie de tous les jours, c'est la démarche ».